# XIV. Leó pápa címere

Robert Francis Prevost bíborosi címere

XIV. Leó 2025. május 8. óta a katolikus egyház pápája. Bíborosi címerének egy átdolgozott változatát vette át, de a jelmondatot meghagyta.

## Pajzs

### Címerpajzs
A hivatalos címerleírás olaszul:

„Tagliato: nel 1° d’azzurro a un giglio d’argento; nel 2° di bianco, al cuore ardente e trafitto da una freccia posta in sbarra, il tutto di rosso e sostenuto da un libro al naturale.”

Magyarul:
A bal mező kék, benne ezüst liliom, a jobb mező fehér, benne egy vörös nyíllal átszúrt szív, ami egy csukott könyvön nyugszik.
 
A heraldikailag pontos címerleírás így hangzik:

„Balharántolt pajzs, a bal oldali mező kék, benne egy ezüst liliommal; a jobb oldali mező fehér, rajta egy lángoló szívvel, amelyet egy nyíl szúr át – az egész piros színű –, és egy nyitott könyvön nyugszik.”

A Vatikán hivatalos kommentárja (olaszul) a címerpajzsnál megjegyzi, hogy a bal mező színe bianco (nello stemma papale in tonalità avorio), vagyis „fehér (a pápai címerben csontfehér árnyalatban).” Ez ellentmond a hagyományos heraldikai színezésnek. Ezenkívül még eltérés van a könyv színével kapcsolatban is, a korábbi bíborosi címerben barna volt, pápaként azonban már a könyv vörösen jelenik meg.
Egyes online felhasználók értetlenségüket fejezték ki a címer borítását illetően.

### Címerábrák
A címerpajzs balharántolt, vagyis átlósan két részre tagolt, és két címerábrát mutat:
- Az első (felső) mezőben kék alapon fehér liliom van, amely Szűz Máriára utal.
- A második (alsó) mező világos, és egy nyíllal átszúrt vörös szívet mutat, amely egy csukott könyvön nyugszik. Ez a kép Szent Ágoston megtérésének szimbóluma, aki leírta, hogyan járta át szívét Isten Igéje.

## Külső díszek
A címer tartalmazza a hagyományos pápai szimbólumokat:
- Mitra (liturgikus fejdísz),
- Két keresztbe tett kulcs a pajzs mögött.

Hagyományosan a pápa címerét külső díszítményként kizárólag a hármas korona, a pápai tiara infulaszalagokkal, valamint a Szent Péter kulcsai – egy arany és egy ezüst kulcs, vörös zsinórral összekötve és keresztbe téve – ékesítették. A tiara a pápa világi fennhatóságát mutatta, míg a kulcsok a törvények feloldásának és megkötésének hatalmát jelképezték a mennyben és a földön egyaránt. XIV. Leó pápa megtartotta a kulcsokat, de a tiarát (ahogy elődei, Ferenc és XVI. Benedek pápa is) egy háromsávos mitrára cserélte.
A tiara és a kulcsok továbbra is a pápaság szimbólumai, ezért megjelennek a Szentszék címerén, valamint Vatikánváros zászlaján is.

### Jelmondat
A latin mottó: In illo Uno unum, ami azt jelenti: „Őbenne, az Egyben egyek”. Ez a gondolat Szent Ágoston írásaiból származik, és a keresztények Jézus Krisztusban való egyesülésükre utal.

## Jelentés
XIV. Leó címerében a Jézus iránti szeretetet, Mária tiszteletét és az Egyház egységét hirdeti. Ez a pápa hitét és ágostonos lelkületét testesíti meg.

## Fordítás
Ez a szócikk részben vagy egészben  a   Coat of arms of Pope Leo XIV című angol Wikipédia-szócikk ezen változatának fordításán alapul.  Az eredeti cikk szerkesztőit annak laptörténete sorolja fel. Ez a jelzés csupán a megfogalmazás eredetét és a szerzői jogokat jelzi, nem szolgál a cikkben szereplő információk forrásmegjelöléseként.